# 우간다 요리

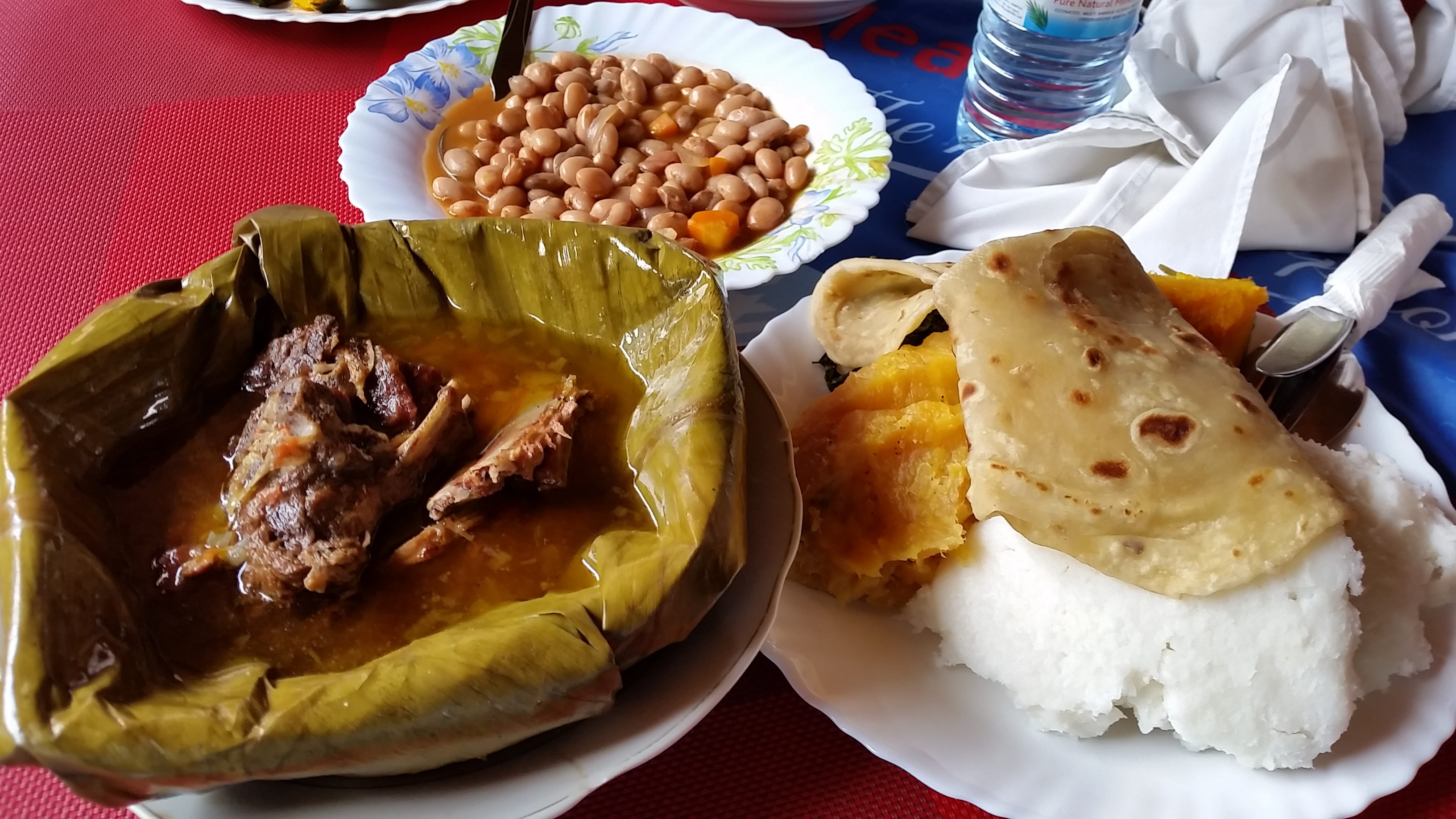
마토케, 우갈리, 차파티

우간다 요리(Uganda 料理, 스와힐리어: chakula cha Uganda 차쿨라 차 우간다, 영어: Ugandan cuisine 유갠던 퀴진[*])는 동아프리카에 있는 우간다의 요리이다. 전통 요리 방식에 영국 요리, 아랍 세계, 아시아계 영향이 베어난 음식이다. 다른 아프리카 국가와 마찬가지로 상당히 다양하며 향신료나 소스를 많이 쓴다. 콩이나 육류를 많이 사용한다.

## 음식
대부분의 주요 음식들은 땅콩을 기반으로 한 스튜나 소스로서 대개 콩을 많이 넣는다. 우갈리라고 하는 아프리카식 옥수수죽은 전국적으로 흔하며 옥수수를 넣거나 덜 익은 바나나를 으깨서 만든다. 다만 남쪽에서는 바나나잎을 많이 사용한다면 북쪽에서는 기장을 더 많이 사용한다. 카사바, 고구마, 얌을 많이 사용하며 감자나 쌀은 흰 빛이 띠기 때문에 주민들이 아일랜드의 것(Irish)라고 총칭해서 부르기도 한다. 콩은 1970년대 이후로 건강식의 기본으로 각광받고 있으며 아침에는 꼭 먹는다. 인도의 둥글납작한 빵인 차파티는 우간다 요리에서 널리 수용되고 있다.
닭고기나 생선은 말려서 먹거나 스튜로 만들어서 먹으며 쇠고기, 염소고기, 양고기도 많이 먹는다. 시골 지역에는 가난한 사람들이 많기 때문에 고기를 잘 먹지 않지만 가끔씩 염소고기를 별식으로 먹기도 한다고 한다.

## 과일과 채소
다양한 식물종이 자라기 때문에 나뭇잎을 음식재료로 쓰는 경우도 흔하다. 날로는 잘 안 먹고 끓여서 스프에 먹거나 집에서 간식으로 먹는다. 우갈리라고 하는 죽은 대개 아침에 먹는 진한 죽이다. 물이 없고 걸죽하다보니 맛도 묽은 맛이라기보다는 강한 맛이 난다. 주요리가 나올 때는 팬에 밀가루를 올려서 볶아서 내놓거나 우갈리에 넣어서 내놓는다. 때로는 그냥 접시에 주면 빵을 우갈리에 찍어서 서로 먹는다.
과일이 많이 나기 때문에 아주 흔하고 간식이라기보다는 매일 먹는 것이다. 유럽에서 케이크 문화가 유입되어 많이 퍼졌다.

## 음료
전통적이거나 서양에서 들어온 음료 모두가 존재하며 증류음료수가 상당히 많은 것이 특징이다. 발효된 맥주라는 뜻이 있는 폼베(Pombe)라는 것이 있는데 바나나나 보리로 만들어 먹는다. 와라기(Waragi)는 노간주나무 열매를 넣어 만드는 독한 술로서 우간다에서는 "우간다 와라기"라고 해서 단독 브랜드가 있다.
일반 대중들에게는 차를 마시거나 커피를 마시는 것이 흔하며 영국식 스타일 카페가 많고 그 문화가 들어 왔다. 최근에는 코카콜라나 펩시, 환타 등 탄산 음료가 시장 확장에 나서고 있다.

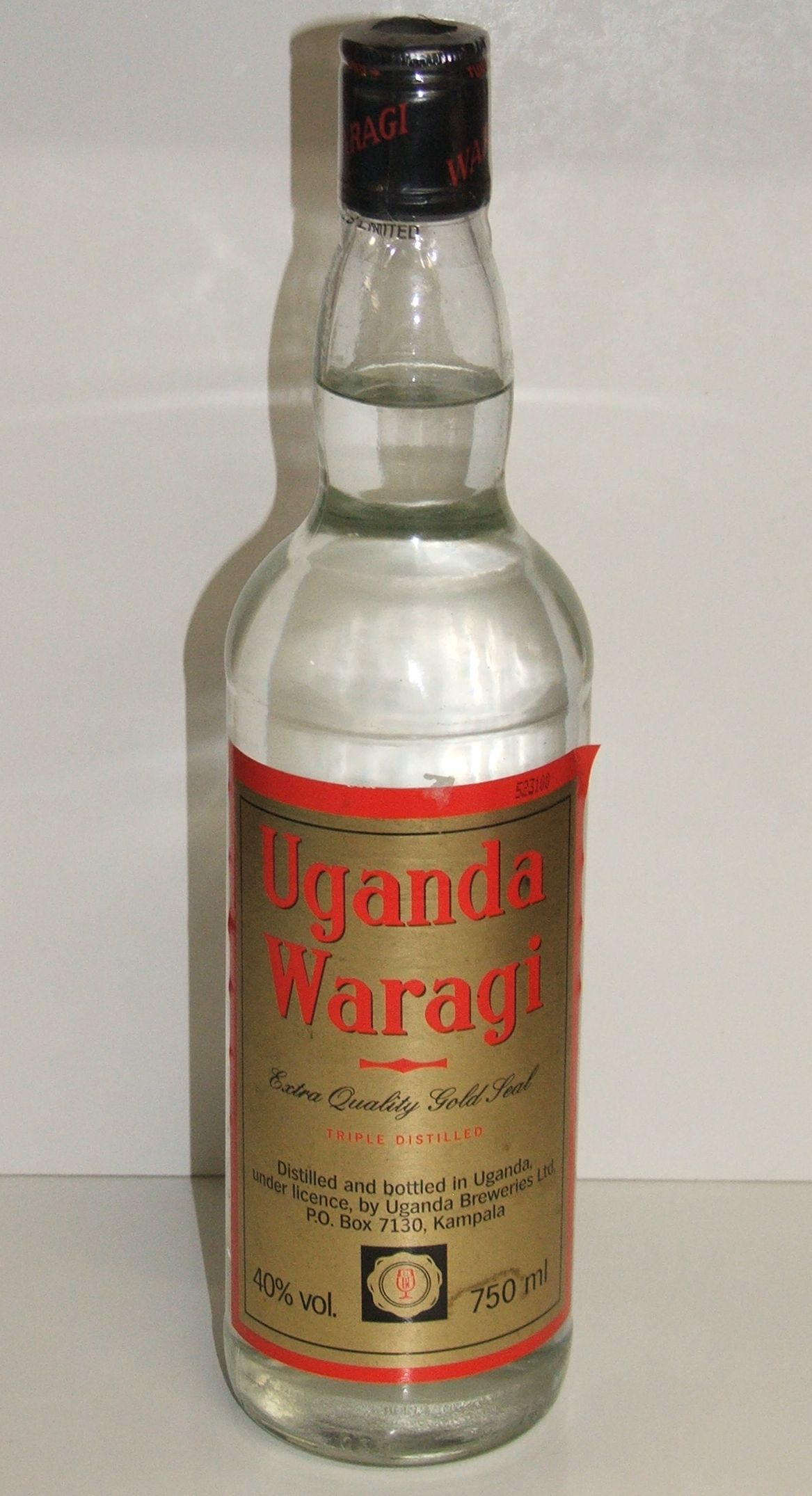
와라기

## 같이 보기
- 아프리카 요리